# شیمی‌فیزیک

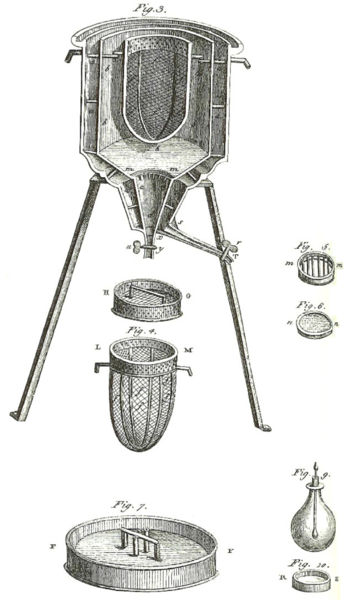
نخستین گرماسنج به وسیله آنتوان لاووازیه و پیر لاپلاس اختراع شد. از این ابزار برای تعیین گرمای واکنش در آزمایشگاه‌ها استفاده می‌شود.

شیمی‌فیزیک (به فرانسوی: chimie physique) و (به انگلیسی: Physical chemistry) شاخه‌ای از علم شیمی است که در آن، از قواعد و قوانین فیزیکی، برای حل مسائل شیمی استفاده می‌گردد. یعنی هدف از شیمی‌فیزیک، یادگیری قواعد نظری فیزیک در توجیه موضوع و مبحث شیمی است. برای آشنایی بیشتر با دانش شیمی‌فیزیک، بایستی با زیر شاخه‌های این دانش آشنا گردیم. شیمی‌فیزیک پایه‌ای‌ترین شاخهٔ شیمی است. شاخه‌ای که می‌توان قانون گاه شیمی نامید. این دانش دارای دانشمندان بنامی چون گیبس، هلمهولتز، آرنیوس، نرنست، شرودینگر و غیره‌است. این علم با فیزیک رابطه‌ای نزدیک دارد.

## رابطه شیمی فیزیک با دیگر علوم
شیمی‌فیزیک علمی گسترده بوده که پلی میان تمام علوم از زیست‌شناسی تا اعماق فیزیک نظری ایجاد می‌کند این علم ارتباط عمیقی با ریاضیات و فیزیک حالت جامد و همچنین فیزیک اتمی و ملکولی دارد چرا که حوزه‌هایی همچون شیمی کوانتومی بسیار شهودی بوده و به ریاضیات بسیار پیچیده‌ای احتیاج دارد تنها تفاوت این علم با فیزیک نپرداختن به دنیای فیزیک ذرات است هرچند که دانشمندان این علم اطلاعات کافی از علم فیزیک ذرات دارند چرا که در طیف‌سنجی عملاً با دنیای ذرات درگیر هستیم.
این علم تقریباً با تمامی علوم در ارتباط است به خصوص فیزیک نوین امروزه دانشمندان این علم با بررسی شیمی‌فیزیک ملکول‌های زیستی این علم را با زیست‌شناسی پیوند زدند و علم بیوشیمی فیزیک را پدیدآوردند همین‌طور این علم پیوند عمیقی با مهندسی شیمی مهندسی مواد و مکانیک دارد به‌طور کلی شیمی‌فیزیک ساختار و تغیر مواد شرکت‌کننده در واکنش تا محصول واکنش را از نقطه نظر میکروسکوپی یعنی ساختار اتم تا ابعاد ماکروسکوپی یعنی حالت یک فرایند را مورد بررسی قرار می‌دهد و در این راه به ابزار قدرتمند فیزیک نوین یعنی مکانیک کوانتومی نیاز دارد البته در این علم نظریه نسبیت هم تا حدودی مهم است چرا که این نظریه با مکانیک کوانتومی نسبیتی ارتباط دارد.
همچنین ریاضیات پیشرفته در علم شیمی‌فیزیک کاربرد بسیار زیادی دارد اکثر مفاهیم شیمی فیزیک پیوند عمیقی با ریاضیات پیشرفته و فیزیک نظری دارند به طوری که می‌توان گفت کسانی در این رشته برای توجیه پدیده‌های شیمیایی یا فیزیکی نوین موفق‌تر هستند که ریاضی و فیزیک قوی داشته‌باشند. شیمی‌فیزیک ارتباط تنگاتنگی با علم فیزیک دارد. زمینهٔ نانو، شیمی سطح، کوانتم، طیف‌سنجی مولکولی، ترمودینامیک، شیمی هسته‌ای، همه و همه بیانگر ارتباط بسیار نزدیک این رشته با علم فیزیک است.

## کاربردهای شیمی‌فیزیک
ارتباط شیمی‌فیزیک با سایر علوم، کاربردهای اقتصادی و اجتماعی این علم را بیان می‌کند. به عنوان مثال، با مطالعه الکتروشیمی، به پایه و اساس پدیده‌های طبیعی مانند خوردگی فلزات پی برده و می‌توان از ضررهای اقتصادی و اجتماعی چنین پدیده‌هایی جلوگیری کرده یا این پدیده‌ها را به مسیری مفید برای جامعه سوق داد. علاوه بر آن، کاربرد قوانین ترمودینامیک مانند نقطه یوتکتیک در جلوگیری از ضررهای جانی و مالی پدیده‌های طبیعی مانند یخ‌بندان بعد از بارش برف، بسیار مفید است.
با توجه به نبودن مرز بین قوانین فیزیک و تحولات شیمیایی جایگاه خاص این بخش از علم مشخص است. همچنین فراموش نکنیم از باتری ماشین تا گوشی‌های هوشمند همگی با این علم طراحی شدند مثال‌های دیگر شامل ساخت قطعات الکترونیکی نظیر ترانزیستور وغیره‌است که همگی توسط شیمی سطح و حالت جامد و قوانین شیمی‌فیزیک ساخته شده‌اند یا طراحی سوخت موشک که از حیطهٔ سینتیک شیمیایی و ترمودینامیک سرچشمه می‌گیرد در نتیجهٔ این علم جایگاه بسیار مهمی در عرصهٔ اقتصاد و پیشرفت علم و تکنولوژی ایفا می‌کند. یکی دیگر از کاربردهای بسیار ارزشمند شیمی‌فیزیک پیدا کردن بهترین و به صرفه‌ترین روش برای تولید مواد شیمیایی مختلف است که از راه بررسی خصوصیات ترمودینامیکی و سینتیکی واکنش‌های مختلف حاصل می‌شود. شاید مهم‌ترین مثال برای آن که یکی از حیاتی‌ترین دستاوردهای دانشمندان است؛ و ادامه حیات انسان را با تأمین کود مورد نیاز کشاورزی و در نتیجه مواد غذایی مورد نیاز انسان‌ها ممکن‌ ساخته، تولید آمونیاک از راه فرایند هابر باشد که فریتس هابر به کمک این علم به آن دست پیدا کرد.

## شاخه‌ها و موضوعات مرتبط
- شیمی کوانتومی
- فوتوشیمی
- علم سطح
- شیمی حالت جامد
- طیف‌بینی
- شیمی بیوفیزیک
- علم مواد
- شیمی فیزیکی آلی
- ترمودینامیک
- ترمودینامیک آماری
- الکترولیت
- ترموشیمی
- خوردگی فلزات
- شیمی سطح
- شیمی کلوئید
- شیمی محلول‌ها
- سینتیک شیمیایی
- دینامیک شیمیایی
- الکتروشیمی
- شیمی کوانتوم
- شیمی‌فیزیک محاسباتی
- شیمی هسته ای
- بیو شیمی فیزیک
- طیف‌سنجی ملکولی
- ریاضی شیمی فیزیک
- نانوشیمی